# Parametric Technology Corporation
Pour les articles homonymes, voir PTC.
Parametric Technology Corporation (PTC) est une entreprise américaine de logiciels autour de l’Internet des objets et de la réalité augmentée.

## Historique
- 1985 : Fondation de PTC par Samuel P. Geisberg, auparavant chez Computervision et Prime Computer
- 1989 : Première version de Pro/ENGINEER
- 1998 : Acquisition de la société Computervision[7]
- 1999 : Acquisition de DIVISION Group and Auxilium, Inc.
- 2000 : Acquisition de Nitidus
- 2002 : Franchissement de la barre des 35 000 clients
- 2004 : Acquisition de Ohio Design Automation (Intercomm EDA Compare)
- 2005 : Acquisition de Aptavis Technology Corp., de Arbortext et de Polyplan Technologies Acquired
- 2006 : Acquisition de ITEDO et de Mathsoft en avril et intégration de Mathcad dans le logiciel Pro/Engineer (septembre)
- 2007 : Acquisition de CoCreate, de LBS Ldt., de NC Graphics et de NetRegulus
- 2008 : Acquisition de Synapsis Technology, un éditeur spécialisé dans la conformité environnementale.
- 2009 : Acquisition de Relex.
- 2010 : Acquisition de Planet Metrics, logiciel leader dans le domaine de l'analyse de l'impact environnemental.
- 2012 : Acquisition de Servigistics.
- 2013 : Parametric Technology Corporation devient PTC Inc.
- 2014 : Acquisition d'Atego, qui développe notamment le compilateur ObjectAda.
- 2014 : Acquisition de ThingWorx et Axeda: fournisseur de plateforme d'application IoT et de connectivité sécurisée
- 2015 : Acquisition de ColdLight : plateforme d'analyse prédictive
- 2015 : Acquisition de Vuforia : plateforme technologique dédiée à la Réalité Augmentée
- 2016 : Acquisition de Kepware : solutions de connectivité pour l'industrie

## Produits

### Logiciel de CFAO 3D
- Pro-Engineer
- CADDS 5
- PTC Creo

### Logiciel de collaboration et partage de données
Windchill ProjectLink crée un espace de travail virtuel qui devient le point d’accès central du projet. Les membres de l’équipe ayant un accès aux bonnes informations au moment opportun, le travail se fait plus rapidement, chacun évoluant dans la même direction.

### Logiciel de gestion de données techniques (SGDT)
Windchill PDMLink permet de centraliser les sources d’informations, favorisant la rationalisation des processus de modifications et l’accélération du développement des nouvelles configurations des produits.

### Logiciel de gestion de contenu dynamique d’entreprise
Arbortext permet de créer, gérer, publier et diffuser tous types de documents XML en allant chercher automatiquement les informations les plus récentes à la bonne source, et ce, quel que soit le support (documents papiers et électroniques, CD–ROM, sites Web) accessibles depuis des terminaux mobiles ou depuis Internet.

### Logiciel de calcul
Mathcad permet de créer et calculer selon la formulation mathématique.

## Services
À chaque étape de la conception et de la mise en œuvre du système de développement de produits, PTC apporte des solutions opérationnelles de conseil, d’intégration de systèmes PLM, de formation et de maintenance opérationnelle.